# Église Saint-Pierre de Châteauneuf-sur-Charente
Pour les articles homonymes, voir Église Saint-Pierre.
L'église Saint-Pierre est une église catholique située sur la commune de Châteauneuf-sur-Charente, dans le département de la Charente, en France.
Cette église romane est surtout connue pour sa façade sculptée, en particulier la statue équestre de Constantin.

## Historique
Cette église est un ancien prieuré bénédictin dépendant de l'abbaye de Bassac fondée à la fin du XIe siècle. Sa construction eut lieu dans le deuxième quart du XIIe siècle. C'est un des édifices romans remarquables de Saintonge, conservant une très belle voûte en berceau brisé à l'appareillage régulier, et de nombreux chapiteaux sculptés.
Le clocher, le chœur et le transept nord sont repris au XVe siècle. Ce changement de style est particulièrement perceptible dans les voûtements et dans le remplage flamboyant de la verrière du chevet plat.
L'édifice est classé au titre des monuments historiques par la liste de 1862. Ce classement permit de lancer une campagne de restauration, menée par Paul Abadie, qui lui rendit son toit, enlevé pendant la Révolution, et reprit beaucoup d'éléments, faisant remplacer un certain nombre de sculptures.

## Description

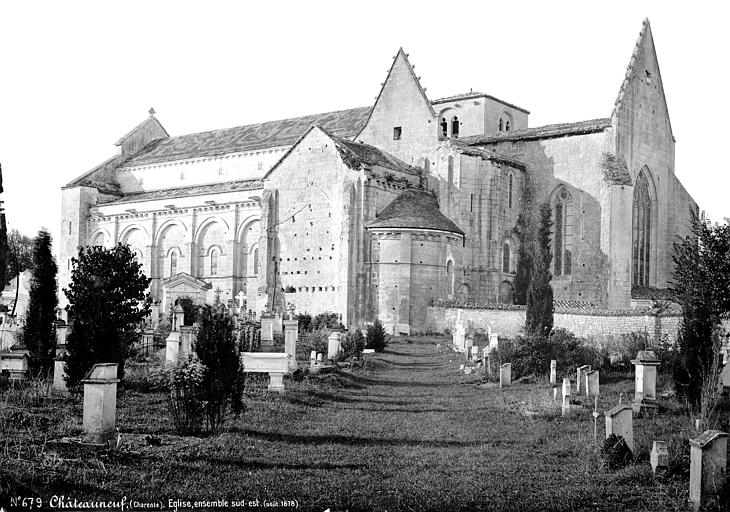
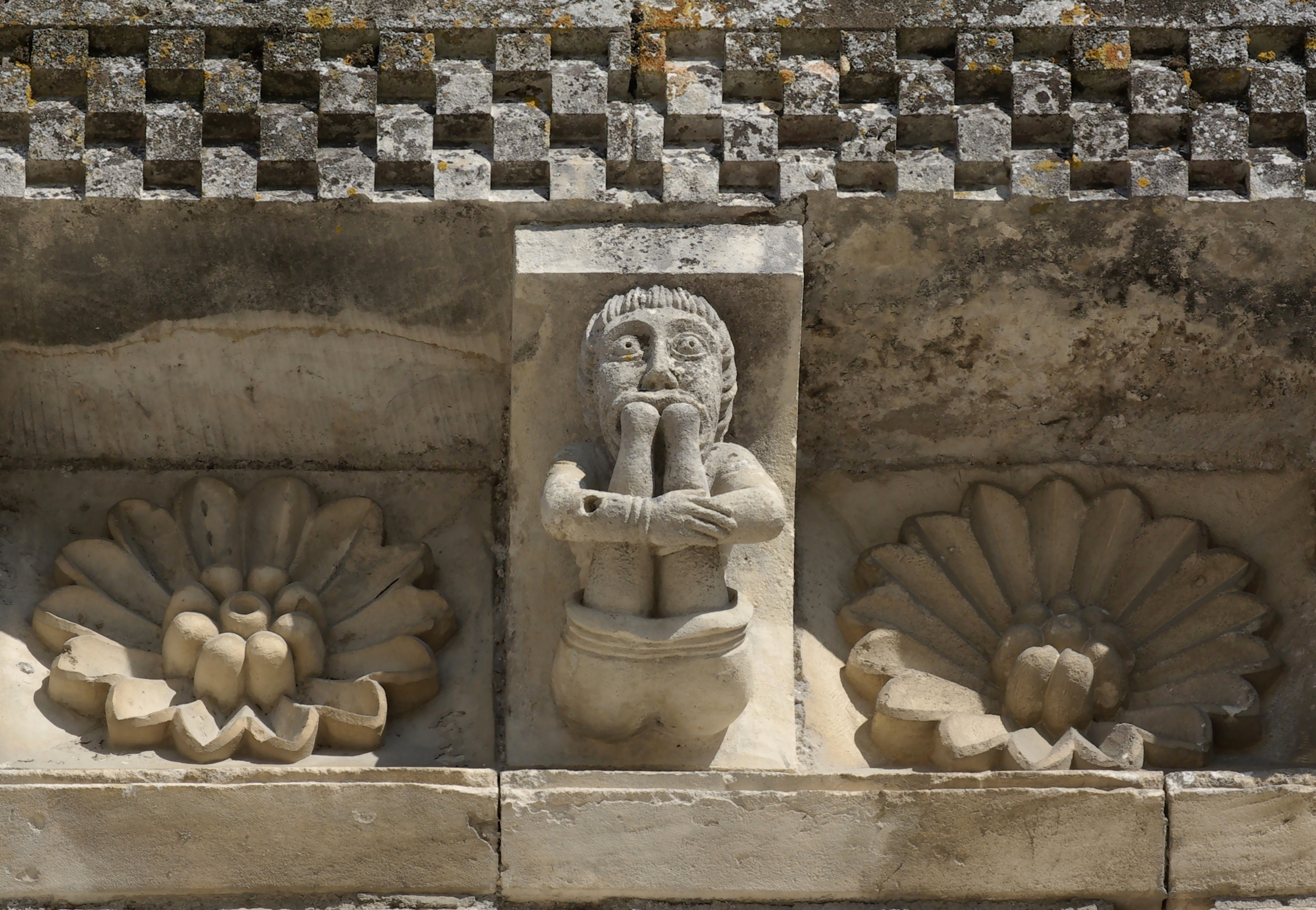
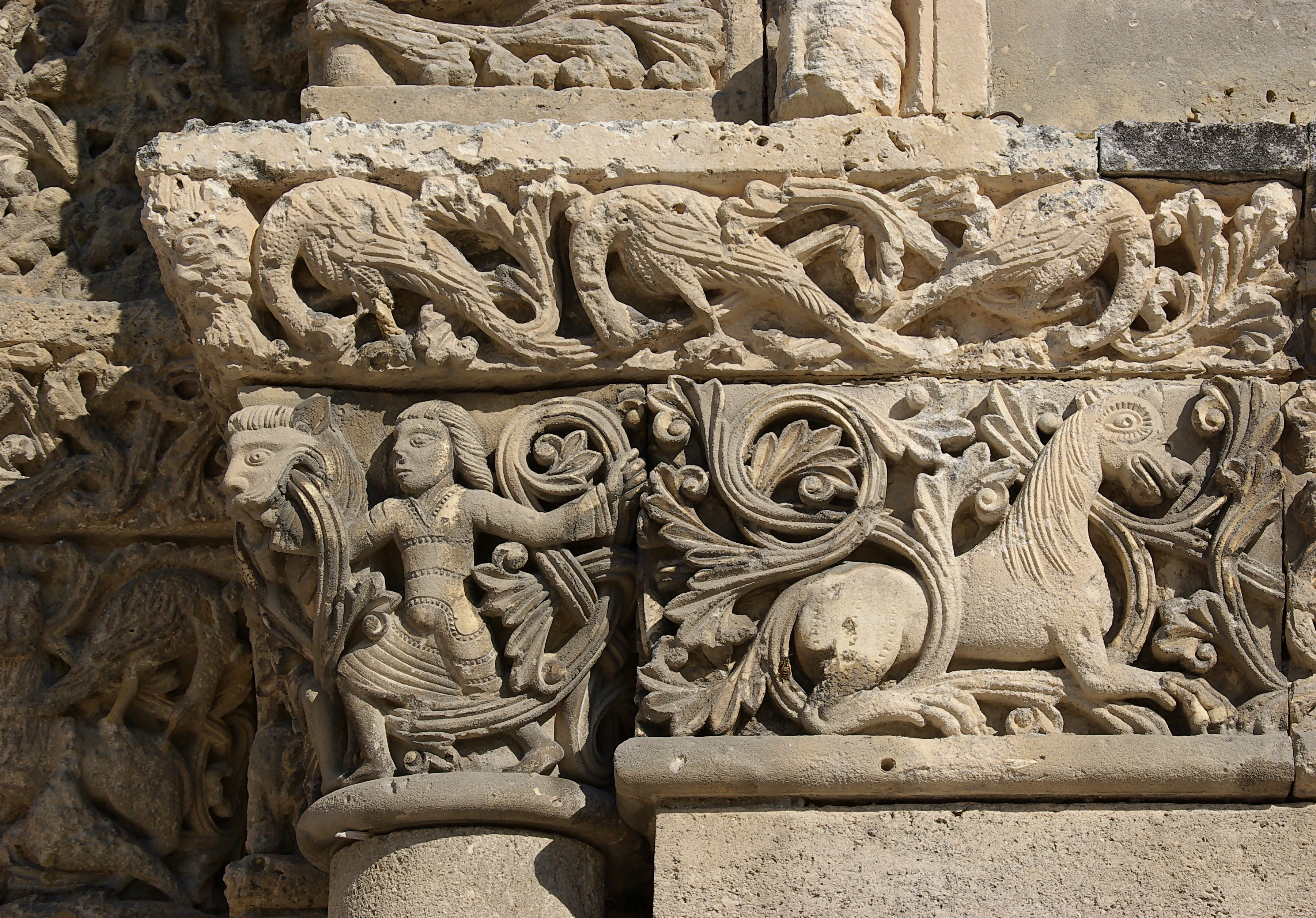
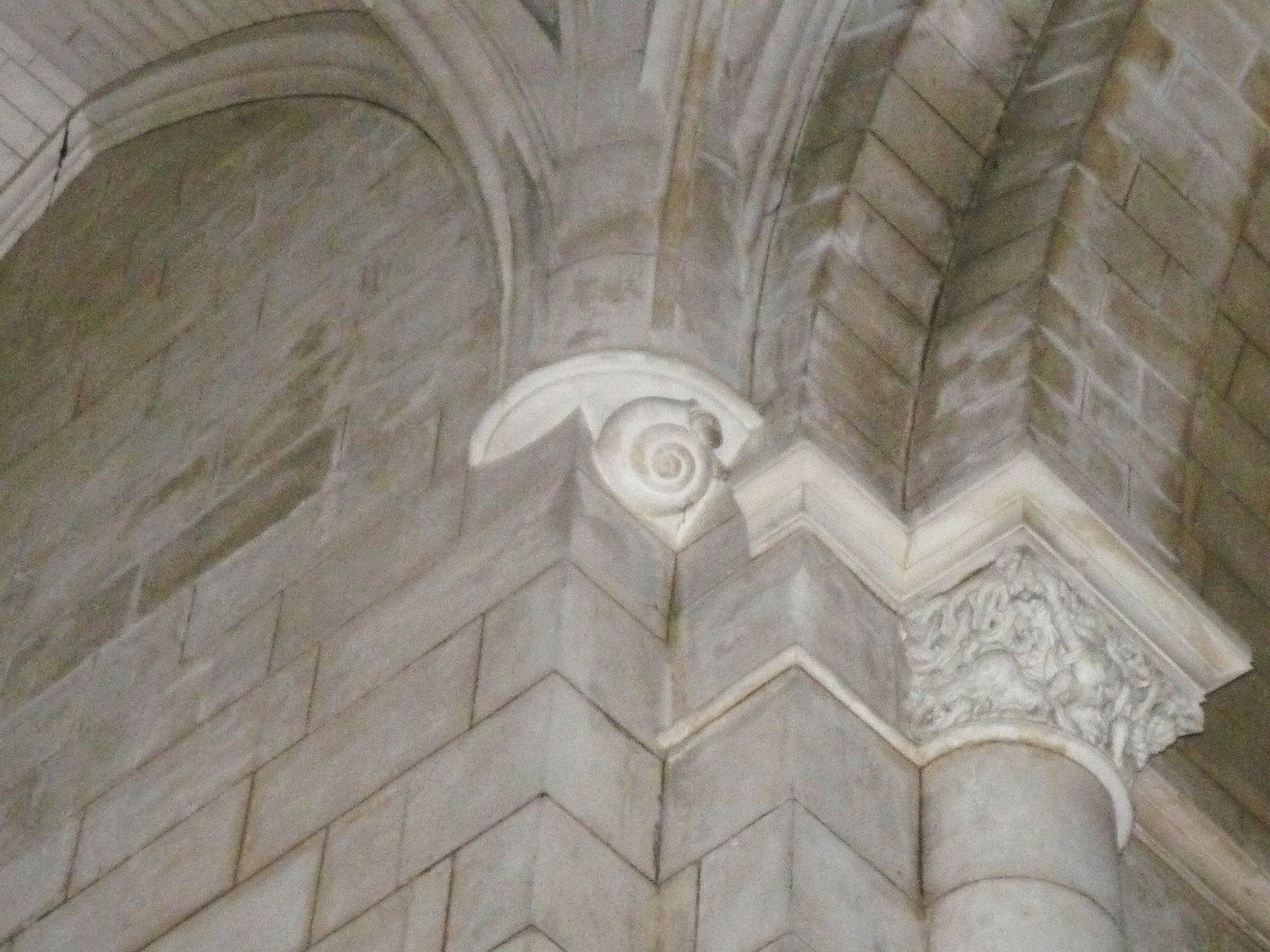
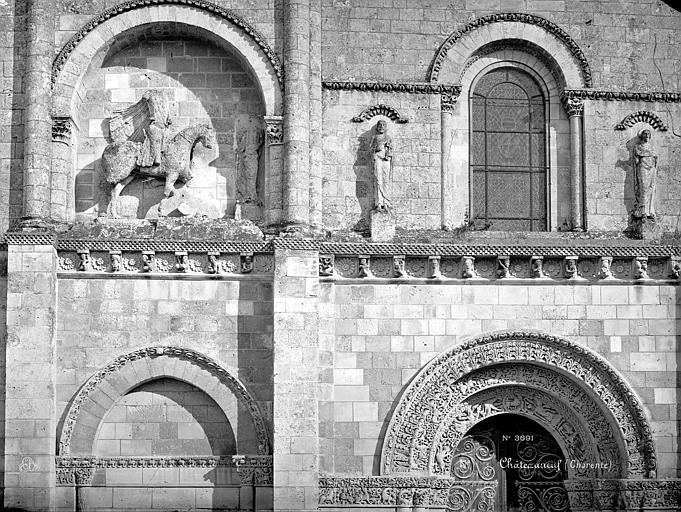